# Kustlijnparadox
| |  |  |
| De lengte van de kustlijn van Groot-Brittannië met verschillende linialen gemeten: een langere kustlijn bij een kleinere meeteenheid |  |  |

Volgens de kustlijnparadox heeft de kustlijn van een bepaald stuk land geen eenduidig te definiëren lengte. Dit komt doordat kustlijnen met fractals overeenkomen. Het fenomeen is als eerste beschreven door de Engelse wiskundige Lewis Fry Richardson.
De gemeten lengte van een kustlijn is afhankelijk van de meeteenheid: hoe groter het detailniveau, des te langer de kustlijn.
Een voorbeeld van de kustlijnparadox is de kustlijn van Groot-Brittannië. Met een meeteenheid van 100 km is de kustlijn ongeveer 2800 kilometer lang, maar met een eenheid van 50 km is de kustlijn ongeveer 3400 kilometer lang.

## Wiskunde
De definitie van lengte wordt aan de hand van de definitie voor afstand gegeven, waarbij een lijnstuk de kortste afstand tussen twee punten bepaalt. Het meten van een afstand opgebouwd uit rechte lijnstukken gaat eenvoudig met een liniaal, maar ook voor het bepalen van de lengte van een kromme geeft de integraalrekening oplossingen. Dit wordt gedaan door de lengte van de lijnstukken, waarmee de kromme wordt benaderd, steeds kleiner te kiezen.
Hoe kleiner de gebruikte lijnstukken, hoe preciezer de benadering. Door in de limiet met kleine lijnstukken te werken, waarvan de lengte naar nul gaat, kan de exacte waarde worden gevonden.
Deze methode werkt echter niet voor alle krommen. Een fractal is zo'n kromme. De complexiteit van een fractal verandert naargelang van de schaal waarop wordt gemeten. Hierdoor levert de bovenstaande methode geen eenduidig resultaat op. De lengte van een normale fractal divergeert steeds naar oneindig.